# 学士（行政学）
学士（行政学）（がくし ぎょうせいがく）は、学士の学位の一つ。行政学に関係する学位として公共政策修士（専門職）がある。

現在日本で学士（行政学）を授与しているのは神奈川大学法学部自治行政学科である。また、明治大学政治経済学部地域行政学科では、学士（地域行政学）が授与されている。